# Todd Williams
Todd Williams III (Queens, 11 settembre 1977) è un attore statunitense.
È conosciuto principalmente per aver recitato in varie serie televisive, tra cui In Plain Sight - Protezione testimoni, The Chicago Code, The Vampire Diaries e Teen Wolf.

## Biografia
Nato nel Queens, a New York, Williams ha iniziato ad avvicinarsi al mondo della recitazione mentre frequentava la Talent Unlimited High School di Manhattan. Dopo il diploma scelse di coltivare un'altra delle sue passioni artistiche, si applicò quindi al corso di studi di Music Business presso la New York University. Non soddisfatto, Williams lasciò poi la New York University per concentrarsi sulla carriera d'attore a tempo pieno.

## Carriera
Dopo aver preso parte ad alcune pubblicità, nel 2001 ha fatto il suo debutto cinematografico nel film Lift, in cui ha recitato al fianco di Kerry Washington. Successivamente è apparso in diverse serie televisive come Law & Order - Unità vittime speciali, The Twilight Zone. Nel 2004, mentre stava girando Squadra emergenza, William viene preso per un ruolo accanto a Michael Madsen nella serie di ESPN Tilt.  Dopo essersi trasferito a Los Angeles nel 2005, ha continuato ad apparire in altre serie televisive di successo, come CSI - Scena del crimine e CSI: Miami e The Game della CW. Inoltre, ha ottenuto un ruolo da protagonista con Anthony Anderson nel film indipendente The Last Stand. 
Dal 2008 al 2009 ha vestito i panni del detective Robert "Bobby D" Dershowitz nella serie della USA Network poliziesca In Plain Sight - Protezione testimoni. Nel 2011 ha fatto parte del cast della prima e unica stagione di The Chicago Code, in cui ha interpretato il ruolo di Isaac Joiner, trasmessa il 7 febbraio 2011. Successivamente, dal 2012 al 2013, ha preso parte alla quarta stagione della serie horror della CW The Vampire Diaries, nei panni del cacciatore di vampiri Connor Jordan. Sempre nel 2013 ha anche interpretato un ruolo ricorrente nella seconda stagione di Switched at Birth - Al posto tuo. Dall'anno seguente, inoltre, ha iniziato ad apparire nella serie fantasy Teen Wolf interpretando il ruolo del Dr. Geyer Dunbar. Nel 2015 è tornato al cinema in San Andreas, film catastrofico con protagonista Dwayne Johnson.

## Filmografia

### Attore

#### Cinema
- Lift, regia di DeMane Davis e Khari Streeter (2001)
- The Last Stand, regia di Russ Parr (2006)
- San Andreas, regia di Brad Peyton (2015)
- Silver Skies, regia di Rosemary Rodriguez (2016)

#### Cortometraggi
- Chameleon, regia di Pete Chatmon (2004)

#### Televisione
- Law & Order - Unità vittime speciali (Law & Order: Special Victims Unit) - serie TV, episodi  2x17-3x03 (2001)
- The Twilight Zone - serie TV, episodio 1x29 (2003)
- Squadra emergenza (Third Watch) - serie TV, episodi 6x02-6x06-6x07 (2004)
- Tilt - serie TV, 9 episodi (2005)
- Head Cases - serie TV, episodio 1x03 (2005)
- CSI: Miami - serie TV, episodio 5x03 (2006)
- The Game - serie TV, episodio 1x10 (2006)
- CSI - Scena del crimine (CSI: Crime Scene Investigation) - serie TV, episodio 7x23 (2007)
- In Plain Sight - Protezione testimoni (In Plain Sight) - serie TV, 15 episodi (2008-2009)
- The Chicago Code - serie TV, 13 episodi (2011)
- Switched at Birth - Al posto tuo (Switched at Birth) - serie TV, 5 episodi (2013)
- The Vampire Diaries - serie TV, 7 episodi (2012-2013)
- The Mentalist - serie TV, episodio 6x14 (2014)
- Bones - serie TV, episodio 10x15 (2015)
- Criminal Minds - serie TV, episodio 10x22 (2015)
- Devious Maids - Panni sporchi a Beverly Hills (Devious Maids) - serie TV, episodio 3x12 (2015)
- Blood & Oil - serie TV, episodi 1x07-1x08-1x09 (2015)
- Teen Wolf - serie TV, 6 episodi (2014-2016)
- Scorpion - serie TV, episodio 3x07 (2016)
- Good Behavior - serie TV, 7 episodi (2016-2017)
- 9-1-1 - serie TV, 2 episodi (2018)
- Panic - serie TV, 10 episodi (2021)

### Doppiatore
- Superman Returns - videogioco (2006)
- XCOM: Chimera Squad - videogioco (2020)
- Spider-Man: Miles Morales - videogioco (2020)
- Starfield - videogioco (2023)

## Doppiatori italiani
Nelle versioni in italiano delle opere in cui ha recitato, Todd Williams è stato doppiato da:
- Riccardo Scarafoni in The Chicago Code, All Rise
- Maurizio Reti in CSI: Miami
- Tony Sansone ne In Plain Sight - Protezione testimoni
- Fabio Boccanera in Vampire Diaries
- Fabrizio Dolce in The Mentalist
- Francesco Rizzi in Bones
- Roberto Certomà in San Andreas
- Raffaele Proietti in Criminal Minds
- Andrea Lavagnino in 9-1-1
- Marco De Risi in Panic

Come doppiatore è stato sostituito da:
- Francesco Rizzi in XCOM: Chimera Squad
- Roberto Palermo in Spider-Man: Miles Morales